# Dave Chappelle's Block Party
Pour les fêtes de quartier américaines, voir Block Party.
Pour plus de détails, voir Fiche technique et Distribution.
Block Party (Dave Chappelle's Block Party) est un documentaire américain réalisé par Michel Gondry sorti le 6 septembre 2006.

## Synopsis

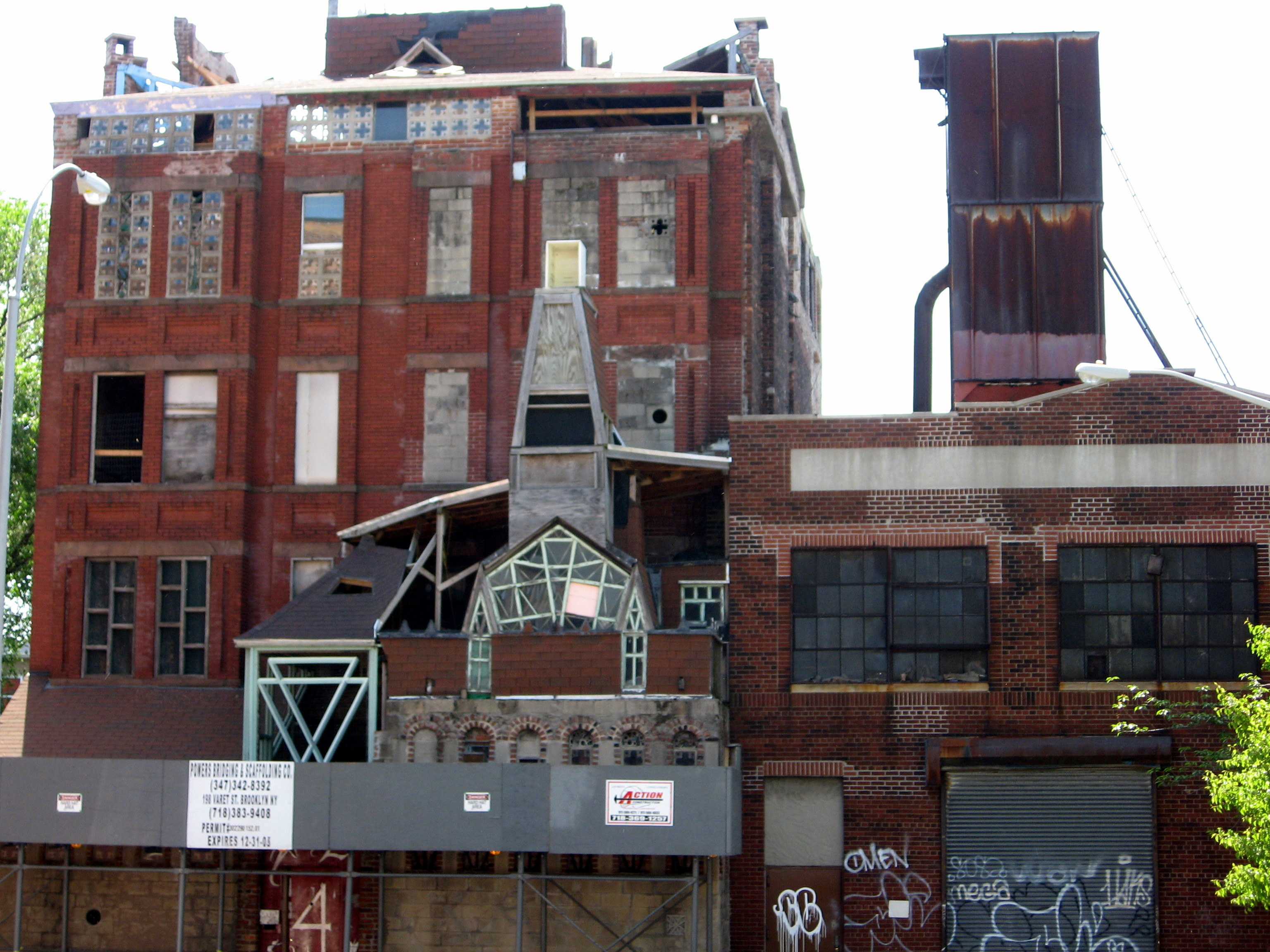
La Broken Angel House, que l'on peut voir dans le film

L'humoriste américain Dave Chappelle souhaite organiser une block party au coin de Quincy Street et Downing Street dans le quartier de Clinton Hill à Brooklyn, New York. Il se rend donc dans le quartier pour repérer les lieux et discuter avec les habitants, notamment ceux de la Broken Angel House.
Des représentants de la scène musicale noire-américaine se donnent ensuite rendez-vous pour un concert mémorable qui réunira notamment, huit ans après leur séparation, les Fugees.

## Fiche technique
- Titre : Block Party
- Titre original : Dave Chappelle's Block Party
- Réalisation : Michel Gondry
- Scénario : Dave Chappelle
- Musique : Cory Smith
- Photographie : Ellen Kuras
- Montage : Jeff Buchanan, Sarah Flack, Jamie Kirkpatrick
- Décors : Lauri Faggioni
- Costumes : Whitney Kyles
- Production : Dave Chappelle, Michel Gondry, Bob Yari, Mustafa Abuelhija

Producteurs délégués : Skot Bright, Doug Levine et Greg Manocherian
Coproducteurs : Callum Greene et Robert Katz
- Sociétés de production : Bob Yari Productions, Focus Features, Partizan et Pilot Boy Productions
- Distribution : Rogue Pictures (États-Unis), Metropolitan Filmexport (France)
- Pays d'origine : États-Unis
- Langue originale : anglais
- Format : Couleurs
- Genre : documentaire musical
- Durée : 103 minutes
- Dates de sortie[1] :
  - Canada : 12 septembre 2005 (Festival international du film de Toronto)
  - Allemagne : 13 février 2006 (Berlinale 2006)
  - États-Unis : 3 mars 2006
  - France : 6 septembre 2006

## Distribution
- Dave Chappelle
- Erykah Badu
- Bilal
- Cody Chesnutt
- Mos Def
- Freeway
- The Fugees (Wyclef Jean, Lauryn Hill et Pras Michel)
- Big Daddy Kane
- Tiffany Limos
- Lil' Cease
- Common
- Fred Hampton Jr.
- Darren Hymes
- Talib Kweli
- John Legend
- Dead prez
- Pharoahe Monch
- Keyshia Cole
- Kool G. Rap
- Jill Scott
- The Roots (Ahmir-Khalib Thompson, James Kamal Gray, Tariq Trotter, Leonard Hubbard)
- Kanye West
- A-Trak
- La fanfare de Central State University

## Bande originale
Une compilation de titres du concert est sortie comme bande originale. Tous les titres sont enregistrés en live, excepté Born & Raised de Black Star, enregistrée en studio. Certaines performances, comme celles des Fugees, n'ont pas pu être incluses sur le disque en raison des labels de certains artistes. De plus, la reprise de 'Round Midnight par Dave Chappelle n'apparait pas sur l'album.
Comme le film, la bande originale est dédiée à la mémoire du producteur de rap J Dilla, décédé peu de temps avant la sortie du film.
Liste des titres
1. Dead prez — Hip Hop'
2. Black Star — Definition'
3. Jill Scott — Golden
4. Mos Def — Universal Magnetic
5. Talib Kweli feat. Erykah Badu — The Blast
6. Common feat. Erykah Badu & Bilal — The Light
7. The Roots feat. Big Daddy Kane & Kool G. Rap — Boom!
8. Erykah Badu — Back in the Day
9. Jill Scott — The Way
10. Mos Def — UMI Says
11. The Roots feat. Erykah Badu & Jill Scott — You Got Me
12. Black Star — Born & Raised